# Ingo von Bredow
Ingo von Bredow (Eslésvico, 12 de dezembro de 1939 — 4 de novembro de 2015) foi um velejador alemão, medalhista olímpico. Ele competiu nos Jogos Olímpicos de Verão de 1960 na classe Flying Dutchman e conquistou a medalha de bronze, ao lado de Rolf Mulka, como representantes da Equipe Alemã Unida. Por seus sucessos esportivos, ele e seu parceiro Mulka receberam a Silver Laurel Leaf em 9 de dezembro de 1960.